# Torneo Sudamericano de Clubes de Futsal Femenino 2012
Il Torneo Sudamericano de Clubes de Futsal Femenino 2012 è la 1ª edizione del torneo continentale riservato ai club di calcio a 5 femminili vincitori nella precedente stagione del massimo campionato delle federazioni affiliate alla CONMEBOL. La competizione si è giocata dal 25 al 30 giugno 2012.

## Squadre partecipanti
Tutte le nazioni che partecipano schierano una squadra, per un totale di 5 squadre.

### Lista
I club sono stati ordinati in ordine alfabetico della federazione.

| Rank | Squadra          |
| ---- | ---------------- |
| 1    | San Lorenzo      |
| 2    | Chapecó          |
| 3    | Santiago Morning |
| 4/H  | Colonial         |
| 5    | Bella Vista      |

Note
- (TH) Squadra campione in carica
- (H) – Squadra ospitante

### Formula
Le 5 squadre si affrontano in un girone unico. Le prime due accedono alla finale, la terza e la quarta alla finale 3º posto.

## Fase a gironi
| Squadra          | P.ti | G | V | N | P | GF | GS | DR  |
| ---------------- | ---- | - | - | - | - | -- | -- | --- |
| Chapecó          | 12   | 4 | 4 | 0 | 0 | 28 | 8  | +20 |
| Colonial         | 7    | 4 | 2 | 1 | 1 | 9  | 15 | -6  |
| Santiago Morning | 6    | 4 | 2 | 0 | 2 | 18 | 13 | +5  |
| San Lorenzo      | 2    | 4 | 0 | 2 | 2 | 6  | 14 | -8  |
| Bella Vista      | 1    | 4 | 0 | 1 | 3 | 7  | 18 | -11 |

## Fase a eliminazione diretta

### Tabellone
|  | Finale   |   |
|  |          |   |
|  | Chapecó  | 8 |
|  | Chapecó  | 8 |
|  | Colonial | 0 |
|  | Colonial | 0 |

|  | Finale 3º posto  |   |
|  |                  |   |
|  | Santiago Morning | 2 |
|  | Santiago Morning | 2 |
|  | San Lorenzo      | 1 |
|  | San Lorenzo      | 1 |